# Bambio
Bambio est une ville de République centrafricaine située dans la préfecture de Sangha-Mbaéré dont elle constitue l'une des trois sous-préfectures.

## Géographie

### Situation
La sous-préfecture de Bambio est située dans le sud-ouest du pays en zone de forêt tropicale humide. Elle est limitée :
- au Nord-Ouest par la préfecture de Mambéré-Kadéï,
- au Nord-Est par la préfecture de Lobaye,
- au Sud-Est par la frontière nationale avec la République du Congo,
- à l'Ouest par sous-préfecture de Nola.

## Administration
La sous-préfecture de Bambio est constituée de l'unique commune de Mbaéré.